# Radwan Al Azhar
Mohamed Radwan Al Azhar (Damasco, 12 maggio 1979) è un calciatore siriano, portiere dell'Al-Wahda.

## Carriera

### Club
Comincia a giocare all'Al Jaish. Nel 2008 passa all'Al-Wahda. Nel 2010 si trasferisce all'Al-Majd. Nell'estate 2016 viene acquistato dall'Al-Wahda.

### Nazionale
Ha debuttato in Nazionale il 3 dicembre 2005, nell'amichevole Siria-Oman (3-1). Ha partecipato, con la Nazionale, alla Coppa d'Asia 2011. Ha collezionato in totale, con la maglia della Nazionale, 19 presenze.